# Coppa Italia 1984/85
Die Coppa Italia 1984/85, den Fußball-Pokalwettbewerb für Vereinsmannschaften in Italien der Saison 1984/85, gewann Sampdoria Genua. Samp traf im Finale auf den AC Mailand und konnte die Coppa Italia zum ersten Mal gewinnen. Der Pokalerfolg 1985 bildete auch den Anfang einer zehnjährigen erfolgreichen Ära des Vereins, die ihren Höhepunkt in der Meisterschaft von 1991 haben sollte. Mit 1:0 und 2:1 setzte sich Sampdoria Genua durch. Man wurde Nachfolger des AS Rom, der sich im Vorjahr gegen Hellas Verona durchgesetzt hatte, diesmal allerdings bereits im Achtelfinale scheiterte.
Als italienischer Pokalsieger 1984/85 qualifizierte sich Sampdoria Genua für den Europapokal der Pokalsieger des folgenden Jahres, wo man bereits in der zweiten Runde am portugiesischen Vertreter Benfica Lissabon scheiterte.

## Gruppenphase

### Gruppe 1
| Pl. | Verein           | Sp. | S | U | N | Tore    | Diff. | Punkte |
| --- | ---------------- | --- | - | - | - | ------- | ----- | ------ |
| 1.  | AC Mailand       | 5   | 2 | 3 | 0 | 006:300 | +3    | 07     |
| 2.  | AC Parma         | 5   | 2 | 2 | 1 | 004:300 | +1    | 06     |
| 3.  | US Triestina     | 5   | 2 | 2 | 1 | 003:400 | −1    | 06     |
| 4.  | FC Como          | 5   | 2 | 1 | 2 | 006:400 | +2    | 05     |
| 5.  | Carrarese Calcio | 5   | 1 | 1 | 3 | 005:700 | −2    | 03     |
| 6.  | Brescia Calcio   | 5   | 0 | 3 | 2 | 004:700 | −3    | 03     |

| 1. Spieltag      |     |                  |
| Carrarese Calcio | 2:0 | FC Como          |
| AC Parma         | 1:2 | AC Mailand       |
| US Triestina     | 1:0 | Brescia Calcio   |
| 2. Spieltag      |     |                  |
| AC Mailand       | 1:1 | Brescia Calcio   |
| FC Como          | 0:1 | AC Parma         |
| US Triestina     | 2:1 | Carrarese Calcio |
| 3. Spieltag      |     |                  |
| Brescia Calcio   | 1:1 | AC Parma         |
| Carrarese Calcio | 0:2 | AC Mailand       |
| FC Como          | 3:0 | US Triestina     |
| 4. Spieltag      |     |                  |
| Carrarese Calcio | 2:2 | Brescia Calcio   |
| AC Mailand       | 1:1 | FC Como          |
| AC Parma         | 0:0 | US Triestina     |
| 5. Spieltag      |     |                  |
| Brescia Calcio   | 0:2 | FC Como          |
| AC Parma         | 1:0 | Carrarese Calcio |
| US Triestina     | 0:0 | AC Mailand       |

### Gruppe 2
| Pl. | Verein          | Sp. | S | U | N | Tore    | Diff. | Punkte |
| --- | --------------- | --- | - | - | - | ------- | ----- | ------ |
| 1.  | Inter Mailand   | 5   | 4 | 1 | 0 | 009:100 | +8    | 09     |
| 2.  | SC Pisa         | 5   | 2 | 3 | 0 | 009:500 | +4    | 07     |
| 3.  | US Avellino     | 5   | 2 | 2 | 1 | 004:400 | ±0    | 06     |
| 4.  | FC Bologna      | 5   | 1 | 2 | 2 | 004:500 | −1    | 04     |
| 5.  | ASD Francavilla | 5   | 0 | 2 | 3 | 005:900 | −4    | 02     |
| 6.  | SPAL Ferrara    | 5   | 0 | 2 | 3 | 004:110 | −7    | 02     |

| 1. Spieltag     |     |                 |
| FC Bologna      | 0:0 | US Avellino     |
| ASD Francavilla | 0:0 | SC Pisa         |
| SPAL Ferrara    | 0:3 | Inter Mailand   |
| 2. Spieltag     |     |                 |
| ASD Francavilla | 1:2 | US Avellino     |
| FC Bologna      | 0:0 | SPAL Ferrara    |
| SC Pisa         | 0:0 | Inter Mailand   |
| 3. Spieltag     |     |                 |
| Inter Mailand   | 3:1 | ASD Francavilla |
| SC Pisa         | 2:1 | FC Bologna      |
| US Avellino     | 1:0 | SPAL Ferrara    |
| 4. Spieltag     |     |                 |
| FC Bologna      | 0:1 | Inter Mailand   |
| US Avellino     | 1:1 | SC Pisa         |
| SPAL Ferrara    | 1:1 | ASD Francavilla |
| 5. Spieltag     |     |                 |
| ASD Francavilla | 2:3 | FC Bologna      |
| Inter Mailand   | 2:0 | US Avellino     |
| SPAL Ferrara    | 3:6 | SC Pisa         |

### Gruppe 3
| Pl. | Verein        | Sp. | S | U | N | Tore    | Diff. | Punkte |
| --- | ------------- | --- | - | - | - | ------- | ----- | ------ |
| 1.  | AS Rom        | 5   | 3 | 2 | 0 | 008:200 | +6    | 08     |
| 2.  | CFC Genua     | 5   | 2 | 2 | 1 | 007:400 | +3    | 06     |
| 3.  | Lazio Rom     | 5   | 2 | 2 | 1 | 008:600 | +2    | 06     |
| 4.  | FC Varese     | 5   | 0 | 5 | 0 | 002:200 | ±0    | 05     |
| 5.  | Calcio Padova | 5   | 1 | 2 | 2 | 003:500 | −2    | 04     |
| 6.  | AC Pistoiese  | 6   | 0 | 1 | 5 | 001:100 | −9    | 01     |

| 1. Spieltag   |     |               |
| CFC Genua     | 0:0 | FC Varese     |
| Lazio Rom     | 2:0 | Calcio Padova |
| AC Pistoiese  | 0:1 | AS Rom        |
| 2. Spieltag   |     |               |
| CFC Genua     | 1:1 | Lazio Rom     |
| AC Pistoiese  | 0:0 | FC Varese     |
| AS Rom        | 2:2 | Calcio Padova |
| 3. Spieltag   |     |               |
| Lazio Rom     | 3:1 | AC Pistoiese  |
| Calcio Padova | 0:1 | CFC Genua     |
| FC Varese     | 0:0 | AS Rom        |
| 4. Spieltag   |     |               |
| Calcio Padova | 1:0 | AC Pistoiese  |
| AS Rom        | 3:0 | CFC Genua     |
| FC Varese     | 2:2 | Lazio Rom     |
| 5. Spieltag   |     |               |
| CFC Genua     | 5:0 | AC Pistoiese  |
| Calcio Padova | 0:0 | FC Varese     |
| AS Rom        | 2:0 | Lazio Rom     |

### Gruppe 4
| Pl. | Verein            | Sp. | S | U | N | Tore    | Diff. | Punkte |
| --- | ----------------- | --- | - | - | - | ------- | ----- | ------ |
| 1.  | FC Empoli         | 5   | 3 | 1 | 1 | 008:500 | +3    | 07     |
| 2.  | Torino Calcio     | 5   | 2 | 3 | 0 | 004:100 | +3    | 07     |
| 3.  | AC Cesena         | 5   | 1 | 2 | 2 | 005:500 | ±0    | 04     |
| 4.  | Lanerossi Vicenza | 5   | 1 | 2 | 2 | 006:700 | −1    | 04     |
| 5.  | AC Monza Brianza  | 5   | 1 | 2 | 2 | 004:600 | −2    | 04     |
| 6.  | US Cremonese      | 5   | 1 | 2 | 2 | 006:900 | −3    | 04     |

| 1. Spieltag       |     |                   |
| AC Cesena         | 0:0 | Torino Calcio     |
| Lanerossi Vicenza | 2:0 | US Cremonese      |
| AC Monza Brianza  | 0:1 | FC Empoli         |
| 2. Spieltag       |     |                   |
| FC Empoli         | 4:2 | Lanerossi Vicenza |
| AC Monza Brianza  | 0:2 | AC Cesena         |
| Torino Calcio     | 3:2 | US Cremonese      |
| 3. Spieltag       |     |                   |
| AC Cesena         | 1:2 | FC Empoli         |
| US Cremonese      | 2:2 | AC Monza Brianza  |
| Lanerossi Vicenza | 0:0 | Torino Calcio     |
| 4. Spieltag       |     |                   |
| US Cremonese      | 1:1 | FC Empoli         |
| Lanerossi Vicenza | 1:1 | AC Cesena         |
| Torino Calcio     | 0:0 | AC Monza Brianza  |
| 5. Spieltag       |     |                   |
| AC Cesena         | 1:2 | US Cremonese      |
| FC Empoli         | 0:1 | Torino Calcio     |
| AC Monza Brianza  | 2:1 | Lanerossi Vicenza |

### Gruppe 5
| Pl. | Verein            | Sp. | S | U | N | Tore    | Diff. | Punkte |
| --- | ----------------- | --- | - | - | - | ------- | ----- | ------ |
| 1.  | Hellas Verona     | 5   | 4 | 1 | 0 | 013:400 | +9    | 09     |
| 2.  | Campobasso Calcio | 5   | 2 | 2 | 1 | 007:400 | +3    | 06     |
| 3.  | Ascoli Calcio     | 5   | 2 | 1 | 2 | 004:400 | ±0    | 05     |
| 4.  | Benevento Calcio  | 5   | 2 | 1 | 2 | 006:800 | −2    | 05     |
| 5.  | US Casarano       | 5   | 1 | 1 | 3 | 002:800 | −6    | 03     |
| 6.  | Catania Calcio    | 5   | 1 | 0 | 4 | 003:700 | −4    | 02     |

| 1. Spieltag       |     |                   |
| Campobasso Calcio | 2:0 | Catania Calcio    |
| US Casarano       | 0:1 | Ascoli Calcio     |
| Hellas Verona     | 4:2 | Benevento Calcio  |
| 2. Spieltag       |     |                   |
| Benevento Calcio  | 1:1 | US Casarano       |
| Campobasso Calcio | 0:0 | Hellas Verona     |
| Catania Calcio    | 0:1 | Ascoli Calcio     |
| 3. Spieltag       |     |                   |
| Ascoli Calcio     | 2:2 | Campobasso Calcio |
| Benevento Calcio  | 1:0 | Catania Calcio    |
| Hellas Verona     | 5:0 | US Casarano       |
| 4. Spieltag       |     |                   |
| Ascoli Calcio     | 0:1 | Benevento Calcio  |
| US Casarano       | 1:0 | Campobasso Calcio |
| Catania Calcio    | 2:3 | Hellas Verona     |
| 5. Spieltag       |     |                   |
| Campobasso Calcio | 3:1 | Benevento Calcio  |
| Catania Calcio    | 1:0 | US Casarano       |
| Hellas Verona     | 1:0 | Ascoli Calcio     |

### Gruppe 6
| Pl. | Verein          | Sp. | S | U | N | Tore    | Diff. | Punkte |
| --- | --------------- | --- | - | - | - | ------- | ----- | ------ |
| 1.  | Sampdoria Genua | 5   | 3 | 2 | 0 | 017:600 | +11   | 08     |
| 2.  | AS Bari         | 5   | 3 | 1 | 1 | 010:400 | +6    | 07     |
| 3.  | US Catanzaro    | 5   | 3 | 1 | 1 | 008:400 | +4    | 07     |
| 4.  | Udinese Calcio  | 5   | 2 | 1 | 2 | 010:800 | +2    | 05     |
| 5.  | US Lecce        | 5   | 1 | 1 | 3 | 008:900 | −1    | 03     |
| 6.  | SS Cavese       | 5   | 0 | 5 | 0 | 002:240 | −22   | 05     |

| 1. Spieltag     |     |                 |
| AS Bari         | 1:1 | US Lecce        |
| US Catanzaro    | 1:1 | Sampdoria Genua |
| SS Cavese       | 0:3 | Udinese Calcio  |
| 2. Spieltag     |     |                 |
| AS Bari         | 2:1 | Udinese Calcio  |
| SS Cavese       | 1:2 | US Catanzaro    |
| US Lecce        | 0:3 | Sampdoria Genua |
| 3. Spieltag     |     |                 |
| US Catanzaro    | 0:1 | AS Bari         |
| Sampdoria Genua | 8:1 | SS Cavese       |
| Udinese Calcio  | 2:1 | US Lecce        |
| 4. Spieltag     |     |                 |
| US Catanzaro    | 2:1 | Udinese Calcio  |
| US Lecce        | 6:0 | SS Cavese       |
| Sampdoria Genua | 2:1 | AS Bari         |
| 5. Spieltag     |     |                 |
| AS Bari         | 5:0 | SS Cavese       |
| US Lecce        | 0:3 | US Catanzaro    |
| Udinese Calcio  | 3:3 | Sampdoria Genua |

### Gruppe 7
| Pl. | Verein                | Sp. | S | U | N | Tore    | Diff. | Punkte |
| --- | --------------------- | --- | - | - | - | ------- | ----- | ------ |
| 1.  | Juventus Turin        | 5   | 4 | 1 | 0 | 017:200 | +15   | 09     |
| 2.  | Cagliari Calcio       | 5   | 3 | 0 | 2 | 007:600 | +1    | 06     |
| 3.  | Atalanta Bergamo      | 5   | 1 | 4 | 0 | 006:500 | +1    | 06     |
| 4.  | AS Taranto            | 5   | 1 | 2 | 2 | 005:600 | −1    | 04     |
| 5.  | US Palermo            | 5   | 1 | 1 | 3 | 004:110 | −7    | 03     |
| 6.  | Sambenedettese Calcio | 5   | 0 | 2 | 3 | 001:100 | −9    | 02     |

| 1. Spieltag           |     |                       |
| Juventus Turin        | 6:0 | US Palermo            |
| Sambenedettese Calcio | 0:2 | Cagliari Calcio       |
| AS Taranto            | 2:2 | Atalanta Bergamo      |
| 2. Spieltag           |     |                       |
| Cagliari Calcio       | 0:3 | Juventus Turin        |
| Sambenedettese Calcio | 0:0 | Atalanta Bergamo      |
| AS Taranto            | 1:0 | US Palermo            |
| 3. Spieltag           |     |                       |
| Atalanta Bergamo      | 1:0 | Cagliari Calcio       |
| Juventus Turin        | 1:0 | AS Taranto            |
| US Palermo            | 2:0 | Sambenedettese Calcio |
| 4. Spieltag           |     |                       |
| Atalanta Bergamo      | 2:2 | Juventus Turin        |
| Cagliari Calcio       | 3:1 | US Palermo            |
| Sambenedettese Calcio | 1:1 | AS Taranto            |
| 5. Spieltag           |     |                       |
| Juventus Turin        | 5:0 | Sambenedettese Calcio |
| US Palermo            | 1:1 | Atalanta Bergamo      |
| AS Taranto            | 1:2 | Cagliari Calcio       |

### Gruppe 8
| Pl. | Verein         | Sp. | S | U | N | Tore    | Diff. | Punkte |
| --- | -------------- | --- | - | - | - | ------- | ----- | ------ |
| 1.  | AC Florenz     | 5   | 3 | 2 | 0 | 011:200 | +9    | 08     |
| 2.  | SSC Neapel     | 5   | 3 | 2 | 0 | 011:200 | +9    | 08     |
| 3.  | AC Arezzo      | 5   | 2 | 1 | 2 | 004:700 | −3    | 05     |
| 4.  | Pescara Calcio | 5   | 1 | 2 | 2 | 004:700 | −3    | 04     |
| 5.  | US Casertana   | 5   | 1 | 2 | 2 | 002:500 | −3    | 04     |
| 6.  | AC Perugia     | 5   | 0 | 1 | 4 | 000:900 | −9    | 01     |

| 1. Spieltag    |     |                |
| US Casertana   | 0:0 | Pescara Calcio |
| SSC Neapel     | 4:1 | AC Arezzo      |
| AC Perugia     | 0:4 | AC Florenz     |
| 2. Spieltag    |     |                |
| AC Arezzo      | 1:0 | AC Perugia     |
| US Casertana   | 0:3 | SSC Neapel     |
| Pescara Calcio | 0:3 | AC Florenz     |
| 3. Spieltag    |     |                |
| AC Arezzo      | 1:1 | Pescara Calcio |
| AC Florenz     | 1:1 | US Casertana   |
| AC Perugia     | 0:0 | SSC Neapel     |
| 4. Spieltag    |     |                |
| US Casertana   | 1:0 | AC Perugia     |
| AC Florenz     | 2:0 | AC Arezzo      |
| Pescara Calcio | 0:3 | SSC Neapel     |
| 5. Spieltag    |     |                |
| AC Arezzo      | 1:0 | US Casertana   |
| SSC Neapel     | 1:1 | AC Florenz     |
| AC Perugia     | 0:3 | Pescara Calcio |

## Achtelfinale
|                   | Gesamt    |                 | Hinspiel | Rückspiel |
| ----------------- | --------- | --------------- | -------- | --------- |
| Campobasso Calcio | 2:4       | Juventus Turin  | 1:0      | 1:4       |
| FC Empoli         | 0:2       | Inter Mailand   | 0:1      | 0:1       |
| AC Florenz        | 5:0       | AS Bari         | 4:0      | 1:0       |
| CFC Genua         | 1:3       | Hellas Verona   | 0:1      | 1:2       |
| AC Mailand        | 3:2       | SSC Neapel      | 2:1      | 1:1       |
| AC Parma          | (a)1:1(a) | AS Rom          | 0:0      | 1:1       |
| SC Pisa           | 1:4       | Sampdoria Genua | 1:2      | 0:2       |
| Torino Calcio     | 1:0       | Cagliari Calcio | 1:0      | 0:0       |

## Viertelfinale
|               | Gesamt |                 | Hinspiel | Rückspiel |
| ------------- | ------ | --------------- | -------- | --------- |
| AC Mailand    | 1:0    | Juventus Turin  | 0:0      | 1:0       |
| AC Parma      | 1:3    | AC Florenz      | 1:0      | 0:3       |
| Torino Calcio | 2:4    | Sampdoria Genua | 0:0      | 2:4       |
| Hellas Verona | 4:5    | Inter Mailand   | 3:0      | 1:5       |

## Halbfinale
|               | Gesamt |                 | Hinspiel | Rückspiel |
| ------------- | ------ | --------------- | -------- | --------- |
| AC Florenz    | 1:3    | Sampdoria Genua | 0:0      | 1:3       |
| Inter Mailand | 2:3    | AC Mailand      | 1:2      | 1:1       |

## Finale

### Hinspiel
| AC Mailand                          | AC Mailand | Sampdoria Genua | Sampdoria Genua |
| ----------------------------------- | --- | --- | --------------- |
| AC Mailand                          | \| Finale \| \| 30. Juni 1985 in Mailand (San Siro) \| \| Ergebnis: 0:1 (0:1) \| \| Schiedsrichter: Giancarlo Redini \| | \| Finale \| \| 30. Juni 1985 in Mailand (San Siro) \| \| Ergebnis: 0:1 (0:1) \| \| Schiedsrichter: Giancarlo Redini \| | Sampdoria Genua |
| AC Mailand                          | Giuliano Terraneo – Franco Baresi, Mauro Tassotti, Andrea Icardi, Sergio Battistini – Alberigo Evani, Vinicio Verza, Ray Wilkins, Roberto Scarnecchia (46. Luigi Russo) – Mark Hateley, Pietro Paolo Virdis Cheftrainer: Nils Liedholm | Ivano Bordon – Antonio Paganin, Luca Pellegrini, Fausto Pari, Pietro Vierchowod – Roberto Galia, Alessandro Scanziani, Graeme Souness, Fausto Salsano (87. Alessandro Renica) – Trevor Francis (63. Roberto Mancini), Gianluca Vialli Cheftrainer: Eugenio Bersellini | Sampdoria Genua |
| AC Mailand                          | 0:1 Graeme Souness (24.) | | Sampdoria Genua |
| Finale                              | | |                 |
| 30. Juni 1985 in Mailand (San Siro) | | |                 |
| Ergebnis: 0:1 (0:1)                 | | |                 |
| Schiedsrichter: Giancarlo Redini    | | |                 |

### Rückspiel
| Sampdoria Genua                               | Sampdoria Genua | AC Mailand | AC Mailand |
| --------------------------------------------- | --- | --- | ---------- |
| Sampdoria Genua                               | \| Finale \| \| 3. Juli 1985 in Genua (Stadio Luigi Ferraris) \| \| Ergebnis: 2:1 (1:0) \| \| Schiedsrichter: Luigi Agnolin \| | \| Finale \| \| 3. Juli 1985 in Genua (Stadio Luigi Ferraris) \| \| Ergebnis: 2:1 (1:0) \| \| Schiedsrichter: Luigi Agnolin \| | AC Mailand |
| Sampdoria Genua                               | Ivano Bordon – Antonio Paganin, Luca Pellegrini, Fausto Pari, Pietro Vierchowod – Alessandro Renica, Alessandro Scanziani, Graeme Souness, Fausto Salsano (88. Francesco Casagrande) – Roberto Mancini, Gianluca Vialli Cheftrainer: Eugenio Bersellini | Giuliano Terraneo – Franco Baresi (77. Alberigo Evani), Mauro Tassotti, Andrea Icardi, Luigi Russo (46. Roberto Scarnecchia) – Agostino Di Bartolomei, Sergio Battistini, Ray Wilkins – Giuseppe Incocciati, Mark Hateley, Pietro Paolo Virdis Cheftrainer: Nils Liedholm | AC Mailand |
| Sampdoria Genua                               | 1:0 Roberto Mancini (41., Elfmeter) 2:0 Gianluca Vialli (61.) | 2:1 Pietro Paolo Virdis (66.) | AC Mailand |
| Finale                                        | | |            |
| 3. Juli 1985 in Genua (Stadio Luigi Ferraris) | | |            |
| Ergebnis: 2:1 (1:0)                           | | |            |
| Schiedsrichter: Luigi Agnolin                 | | |            |